# Едуардо Уркуло

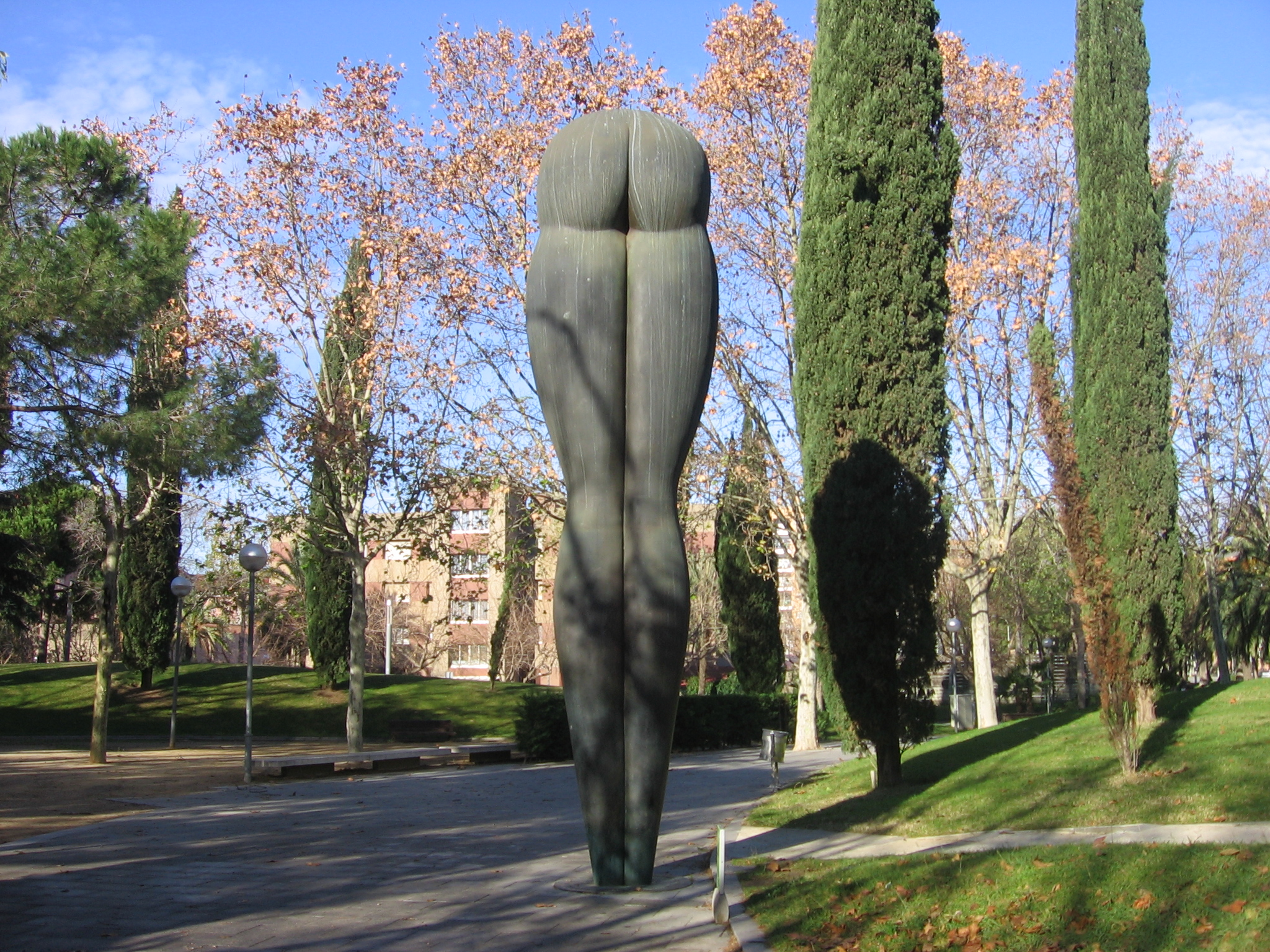
«Зад» (1999), парк Карлеса I, Барселона

Едуардо У́ркуло (ісп. Eduardo Úrculo; 21 вересня 1938, Сантурці, Країна Басків — 31 березня 2003, Мадрид) — іспанський (баскський) художник і скульптор.
Почав кар'єру як художник-ілюстратор у журналі La Nueva España в Ов'єдо. Пізніше працював художником, дизайнером плакатів, ілюстратором книг і скульптором. Його роботам притаманні риси поп-арту. Серед найпоширеніших мотивів творчості — валізи, капелюхи, сідниці (каламбур власного імені, «culo» іспанською мовою — зад), вже у пізній період працював у жанрі натюрморту.
У Пекіні пройшла виставка-антологія його робіт за підтримки Міністерства закордонних справ Іспанії. Також була організована виставка у Нью-Йорку. Його роботи знаходяться у громадських місцях і музеях Іспанії, Колумбії, Італії, Чилі та інших країн. У 2007 році відкрито Пінакотеку Едуардо Уркуло в Лангрео (Астурія).
Нагороджений Золотою медаллю з образотворчого мистецтва.